# Ribat d'Arrifana
Le Ribat d'Arrifana, également connu sous le nom de Castelo d'Arrifana ou Ribat d'Atalaia, est un complexe religieux et militaire datant de la période musulmane, situé près du village d'Arrifana, dans la commune d'Aljezur, dans le district de Faro, au Portugal,. Il est classé Monument national depuis 2013.

## Situation
Le ribat est édifié sur la pointe d'Atalaia, à environ 1 km au nord de la plage d'Arrifana, dans la commune d'Aljezur.

## Histoire
Selon des sources islamiques, le ribat servait de couvent aux moines guerriers. Sa construction aurait débuté vers 1130, probablement par le maître soufi et mahdi d'origine chrétienne Ibn Qasi, un chef musulman de Silves et l'une des principales figures politiques et religieuses d'Al-Andalus, le territoire musulman qui couvrait la majeure partie de la péninsule Ibérique au Moyen Âge. Entre 1130 et 1140, Ibn Qasi a écrit son œuvre principale, L'Enlèvement des sandales, qui s'inspirait à la fois de l'Ancien Testament et du Coran. En 1151, il a été assassiné à Silves après avoir été accusé de trahison envers l'islam par les disciples d'Abd al-Mu'min et d'Ibn Almúndir.
Après cela, le ribat d'Arrifana fut abandonné. Quarante ans plus tard, le croisé et chroniqueur anglais Roger de Hoveden rapporta qu'il était « reconnaissable mais en ruines ». Le minaret a été partiellement transformé au XIVe siècle en tour de guet, qui aurait servi jusqu'au XVIIIe siècle.

## Fouilles archéologiques
Bien qu'il apparaisse dans des documents écrits datant de 1786 et qu'il ait été clairement identifié comme une ancienne zone habitée jusqu'en 1841, le ribat n'a été identifié comme tel par les archéologues qu'en 2001. Il est désormais considéré comme l'un des principaux vestiges de la période mauresque au Portugal.
Le soutien logistique et financier aux travaux de fouilles a été fourni par la municipalité d'Aljezur, la Fondation Calouste-Gulbenkian et la Fondation Max van Berchem.

## Description
Les caractéristiques architecturales du complexe s'inspirent des ribats d'Afrique du Nord.
Outre sa fonction de protection contre les attaques, le ribat était dédié à la prière. Il abritait huit mosquées avec qibla et oratoires mihrab où priaient les moines guerriers, ainsi qu'un minaret, une médersa et des logements.

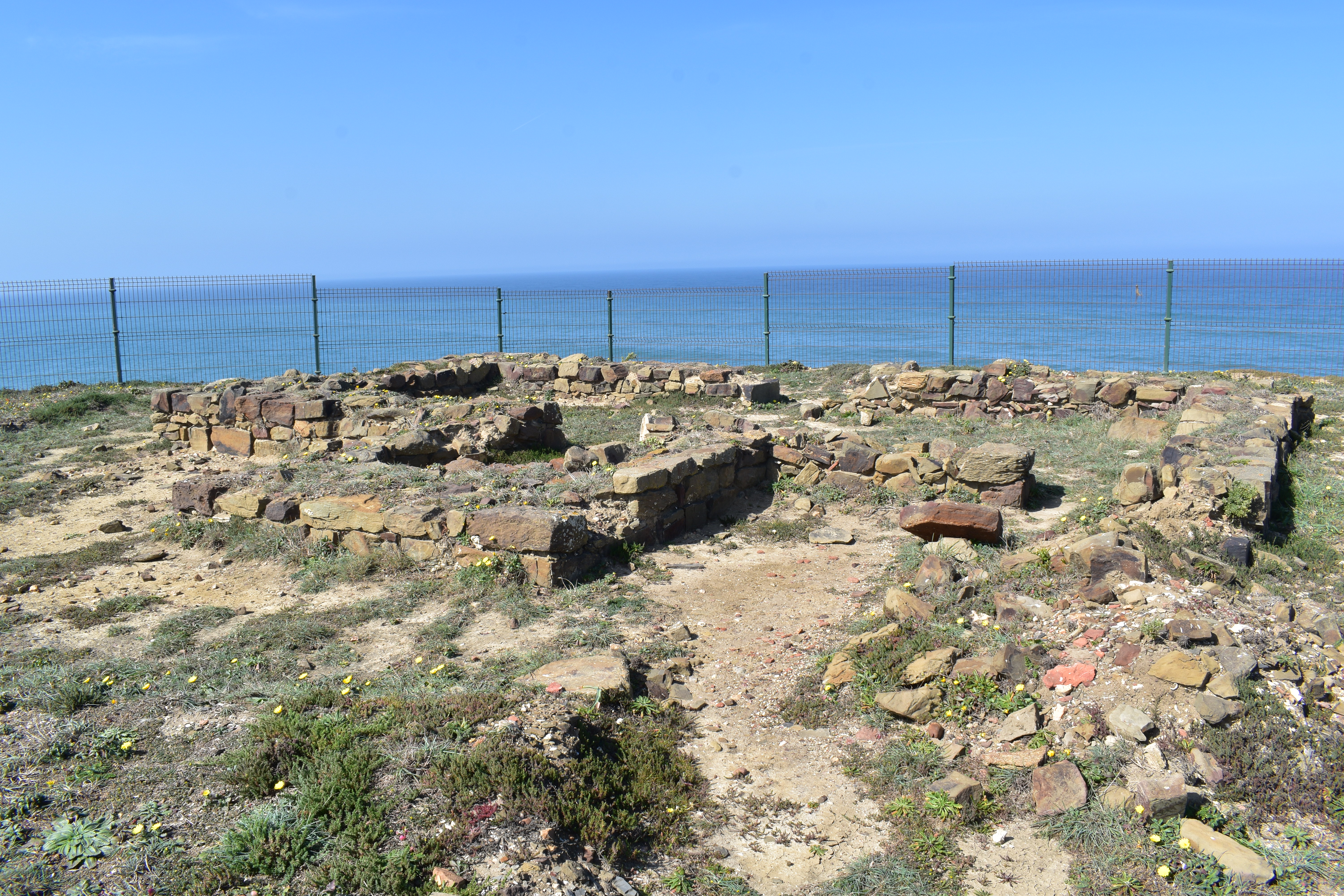
Les ruines d'un mihrab

Les bâtiments étaient construits en terre crue sur des fondations en pierre, avec des sols principalement en terre battue, des revêtements en bois et des toits en tuiles de paille. Un bâtiment situé dans la partie nord-est de la nécropole abritait un banc, un réservoir d'eau et un bassin creusé dans le sol. Le sol et les murs étaient enduits de chaux.

## Vestiges archéologiques
Les fouilles menées par la Faculté des sciences sociales et humaines de l'université nouvelle de Lisbonne ont permis d'identifier des amulettes décorées, des vestiges de vaisselle et d'ustensiles de cuisine, ainsi que des poteries servant de rangement. Des objets en laiton utilisés pour le tissage, comme un fuseau, ont également été découverts, ainsi que des armes en fer, dont un poignard, une épée, une lance et des pointes de flèches. Des objets liés à la pêche et à la cueillette de mollusques ont également été identifiés. Un long fragment d'os aurait appartenu à un instrument de musique. 

## Tombes
Un carré musulman a également été mis au jour, en partie dans l'enceinte du ribat. 61 tombes ont été découvertes, orientées nord-est-sud-ouest, indiquant que les corps étaient enterrés le visage tourné vers La Mecque. Certaines tombes, supposées chrétiennes, ont également été identifiées. Les textes trouvés sur certaines pierres tombales ou stèles sont antérieurs à la construction du ribat, et on ignore si les épitaphes étaient in situ sur le site lors de la construction du ribat d'Arrifana, si elles ont été transférées d'un petit village voisin, ou si les pierres ont été simplement réutilisées. Les corps ont été enterrés dans des fosses, les bras serrés contre l'abdomen et les jambes légèrement fléchies. Parmi les corps examinés, aucun signe de violence n'a été détecté comme cause de décès, ni aucun traumatisme osseux grave ni infection. Les caries dentaires constituaient la pathologie la plus fréquente. On a également constaté des signes importants d'anémie.